# Бабино (Демир Хисар)
Бабино (мкд. Бабино) је насеље у Северној Македонији, у југозападном делу државе. Бабино припада општини Демир Хисар.

## Географија
Насеље Бабино је смештено у југозападном делу Северне Македоније. Од најближег већег града, Битоља, насеље је удаљено 50 km северозападно.
Бабино се налази у северозападном делу области Демир Хисар. Насеље је положено у горњем делу тока Црне реке, на североисточним висовима Плакенске планине. Надморска висина насеља је приближно 750 метара.
Клима у насељу је планинска због знатне надморске висине.

## Становништво
По попису становништва из 2002. године Бабино је имало 34 становника. У селу је 1961. живело 451 људи, а 1994. године њих 70.
Претежно становништво у насељу су етнички Македонци (97%), а остало су Срби.
Већинска вероисповест у насељу је православље.